# تركي بن مقرن بن عبد العزيز آل سعود
الأمير تركي بن مقرن بن عبد العزيز آل سعود (مواليد 1973)، هو رائد ورجل أعمال، يشغل منصب الرئيس التنفيذي لشركة «أكاديمية أجنحة رابغ للطيران» (RWAA)، وهو رئيس الاتحاد السعودية للرياضات الجوية ورئيس مجلس إدارة شركة طيران السعودية الخاص.

## وصلات خارجية
- أكاديمية أجنحة رابغ للطيران نسخة محفوظة 21 مايو 2013 على موقع واي باك مشين.